# Rheinaue (Bonn)

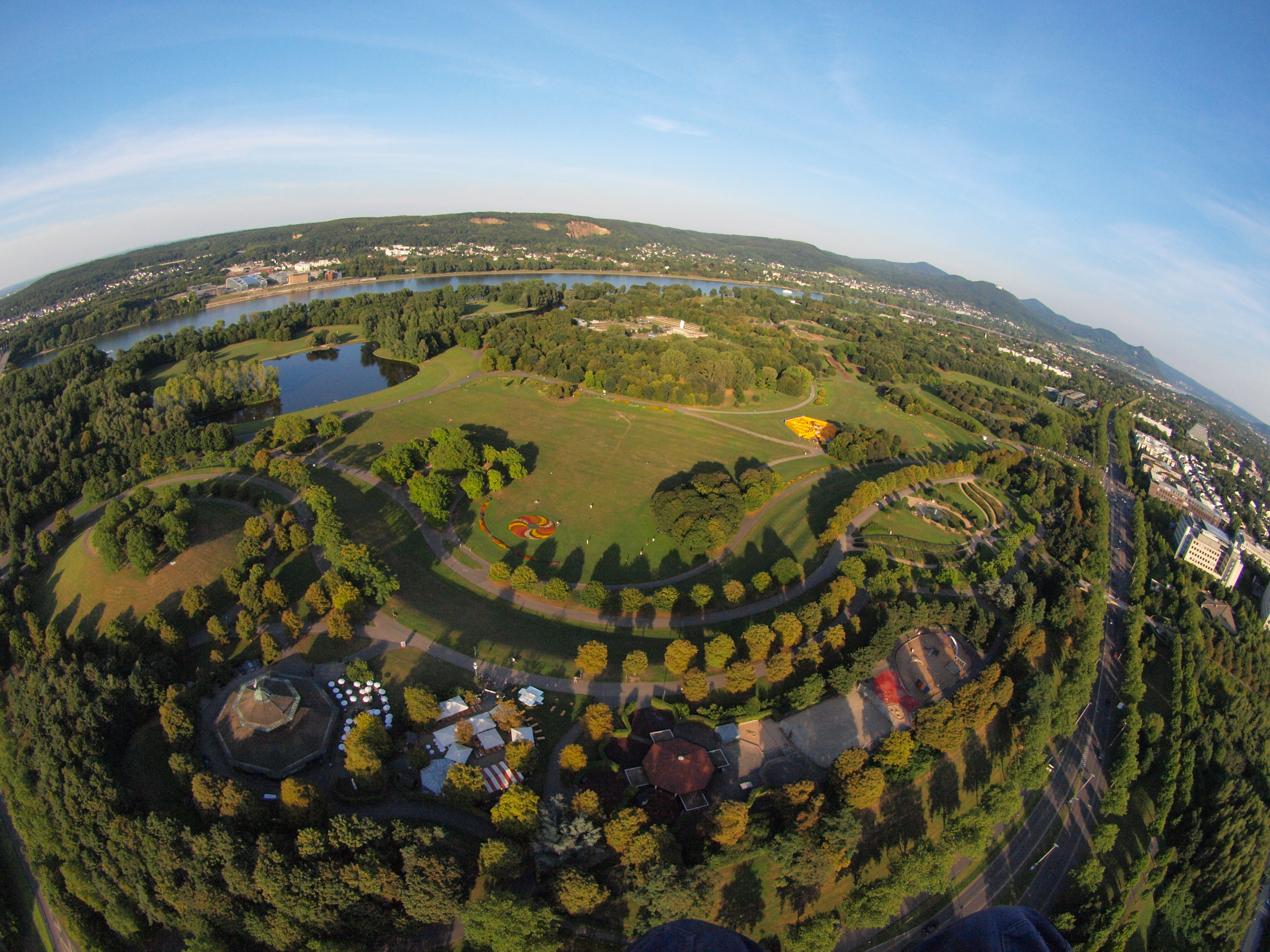
Luftaufnahme aus westlicher Richtung

Der Freizeitpark Rheinaue (auch Rheinauenpark), von Einheimischen nur „die Rheinaue“ genannt, ist ein 160 ha großes als Park angelegtes Naherholungsgebiet in Bonn. Die Grundzüge des Parks entstanden anlässlich der Bundesgartenschau 1979 südlich der Bonner Gronau, eines damals unbebauten und landwirtschaftlich genutzten Auegebiets.

## Lage

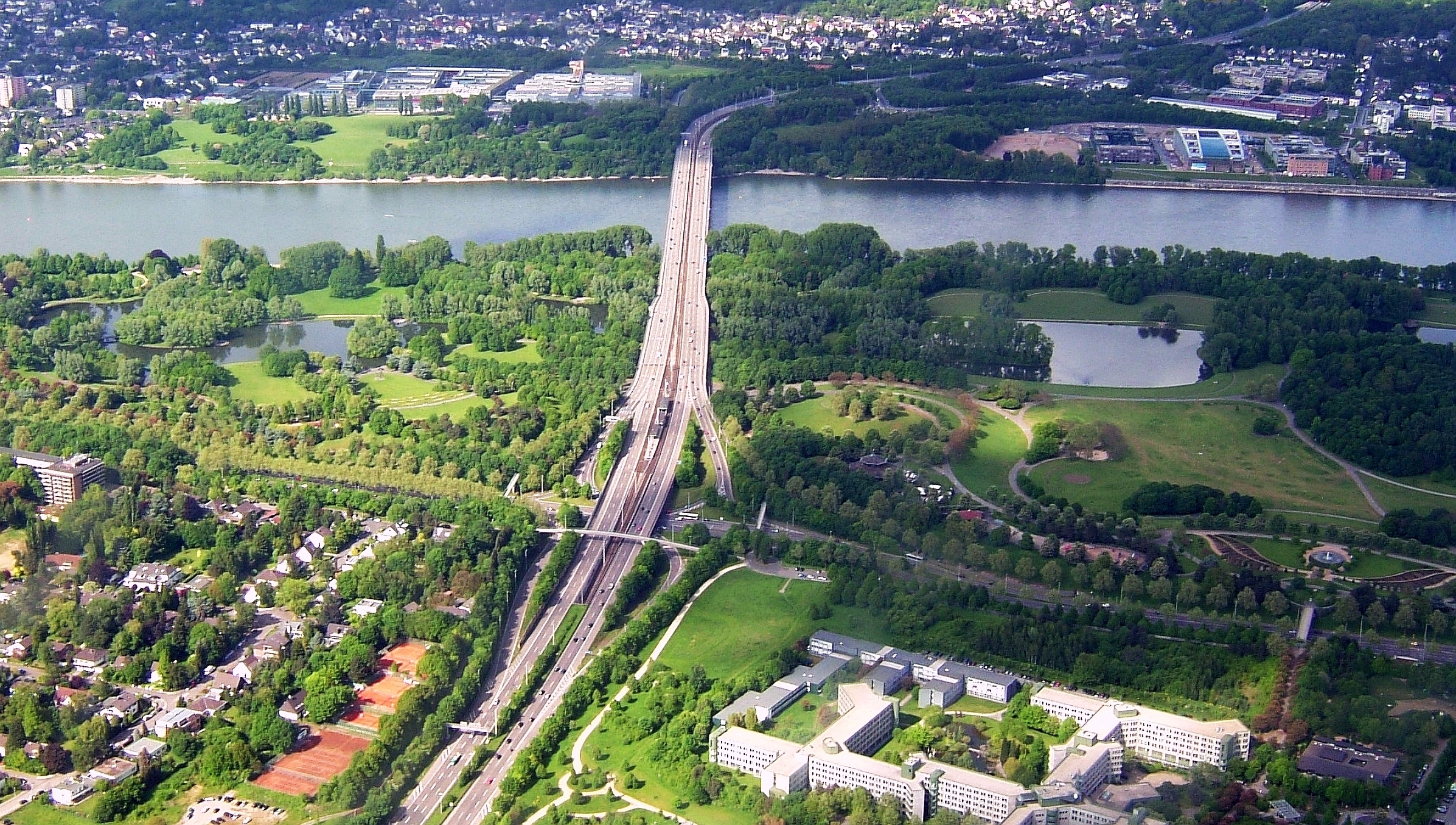
Rheinaue mit Konrad-Adenauer-Brücke (Südbrücke)

Die Rheinaue liegt in etwa in der Mitte des Bonner Stadtgebietes auf beiden Seiten des Rheins. Der linksrheinische Teil (Bonner Seite) mit einer Fläche von 125 ha gehört zu den Stadtteilen Gronau und Hochkreuz und somit zum Bundesviertel. Im Norden und Osten wird er vom Rhein begrenzt, im Nordwesten von den ehemaligen Gebäuden des Deutschen Bundestags, im Westen und Südwesten von der Franz-Josef-Strauß-Allee bzw. Petra-Kelly-Allee und Ludwig-Erhard-Allee sowie im Südosten vom Stadtteil Plittersdorf. Durchquert wird er von der Konrad-Adenauer-Brücke, wo auch der Annaberger Bach in den Rhein mündet. Der rechtsrheinische Teil (Beueler Seite) ist kleiner (35 ha) und erstreckt sich ebenfalls beidseits der Brücke, nördlich bis zum Mühlenstumpf, südlich bis zum Bonner Bogen.

## Geschichte
Ursprünglich befand sich zwischen dem Bonner Stadtteil Gronau und dem Bad Godesberger Stadtteil Plittersdorf ein Auwald am Rhein, der durch die Begradigung und die intensive Schiffbarmachung des Flusses stark reduziert wurde. Die Rheinpromenade wurde im 19. Jahrhundert bis zum Rheinauenbereich in Gronau ausgebaut. 1901 entstanden dort ein Bismarckturm sowie eine „Bierkirche“ genannte Stadthalle. Der Auwald wich später völlig einer landwirtschaftlichen Nutzung.
Nachdem Bonn 1949 provisorische Bundeshauptstadt geworden war, entstand am nördlichen Rand der Rheinaue das Regierungsviertel, am südlichen Rand eine Siedlung für US-amerikanische Diplomaten (HICOG-Siedlung Plittersdorf). 1953 und endgültig 1962 wurde die Stadthalle im Norden der Rheinaue abgerissen. Ende der 1960er-Jahre begann der teilweise Ausbau von Gronau und Hochkreuz als Regierungsviertel: Bad Godesberg wurde eingemeindet und die bisherigen Provisorien sollten durch geräumigere Neubauten ersetzt werden. Da die Rheinaue das größte unbebaute Areal im Herzen des gewachsenen Bonn darstellte und zudem an einige bestehende Regierungsgebäude grenzte, bot sich hier der Bau eines großen, repräsentativen Regierungsviertels an, der alle Bundesministerien räumlich konzentriert hätte. Einige dieser Pläne wurden umgesetzt.
Um die verbliebenen Grünflächen als Naherholungsgebiet zu retten, bewarb sich die Stadt Bonn um die Bundesgartenschau 1979. Sie erhielt den Zuschlag und ließ die bestehenden Rheinwiesen und anliegende landwirtschaftlich genutzte Flächen nach Durchführung eines Architektenwettbewerbs im Jahre 1970 durch die Landschaftsarchitekten Gottfried Hansjakob (* 1937) und Heinrich Raderschall – als erster und zweiter Preisträger des Wettbewerbs – zu einem 160 ha großen, hügeligen Landschaftspark gestalten. Häuser und Brücken wurden in Zusammenarbeit mit den Bonner Architekten Ernst van Dorp und Klaus Schmidt gebaut; die Ausführungsplanung übernahm Gottfried Hansjakob allein. Die Umgestaltung des Parkes nahm Kosten in Höhe von rund 80 Millionen DM in Anspruch (ohne die Kosten für die Gartenschau), von denen mit 34 Millionen Euro der Großteil aus Mitteln der städtebaulichen Entwicklungsmaßnahme Parlaments- und Regierungsviertel bestritten wurde. Die Bepflanzung des Parks erfolgte weitgehend in den Jahren 1974–1976. Es wurden 45 km Fuß- und Radwege, mehrere Seen und Spielplätze angelegt. Zwischen dem Eröffnungstag 27. April und dem 21. Oktober kamen ca. 7,6 Mio. Gartenschau-Besucher nach Bonn. In der südlichen Gronau konnte der Park in den 1970er-Jahren noch nicht vollendet werden. Erst nach dem Bau von Post Tower und Schürmann-Bau sowie dem Abbau einiger Bürocontainer an der Charles-de-Gaulle-Straße erhielt die Rheinaue 2007/08, erneut nach Plänen Hansjakobs, ihren nördlichen Abschluss. Beim Bau des Forschungszentrums caesar in den Jahren 2001–03 wurde erstmals seit Fertigstellung des Freizeitparks ein Teil der Rheinaue – allerdings in Randlage – bebaut, die landschaftliche Einbindung des Gebäudes lag in Händen von Gottfried Hansjakob.
Am 10. Juni 1982 fand im rechtsrheinischen Teil der Bonner Rheinaue eine der größten deutschen Friedensdemonstrationen statt. Der Landschaftspark wurde 2004 wegen seiner beispielhaften Bedeutung in die Straße der Gartenkunst zwischen Rhein und Maas aufgenommen. Auf einem etwa 35.000 m² großen Teil des Rheinauenparks wurde ab August 2017 für die UN-Klimakonferenz in Bonn 2017 eine Zeltstadt mit Ausstellungs- und Veranstaltungsflächen errichtet; die anschließende Wiederherstellung der Rasenflächen wurde im Frühjahr 2018 abgeschlossen. Im Dezember 2017 wurde bekannt, dass er von der Bezirksregierung Köln auf Grundlage einer Vereinbarung mit der Stadt Bonn als Baudenkmal unter Denkmalschutz gestellt wird. Die Eintragung in die Denkmalliste der Stadt Bonn erfolgte am 21. Dezember 2017.

## Anlagen, Gebäude und Kunstwerke

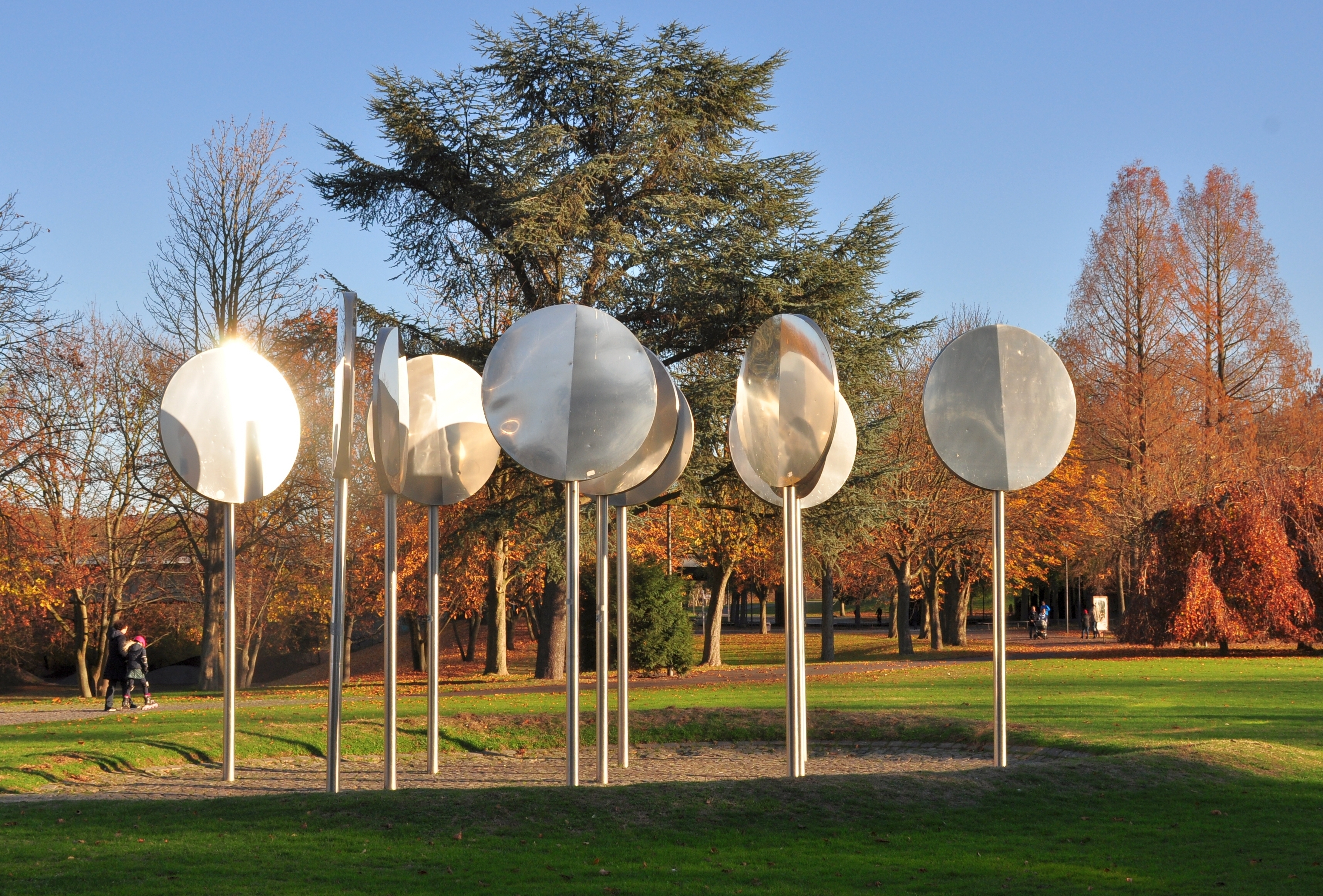
Löffelwald

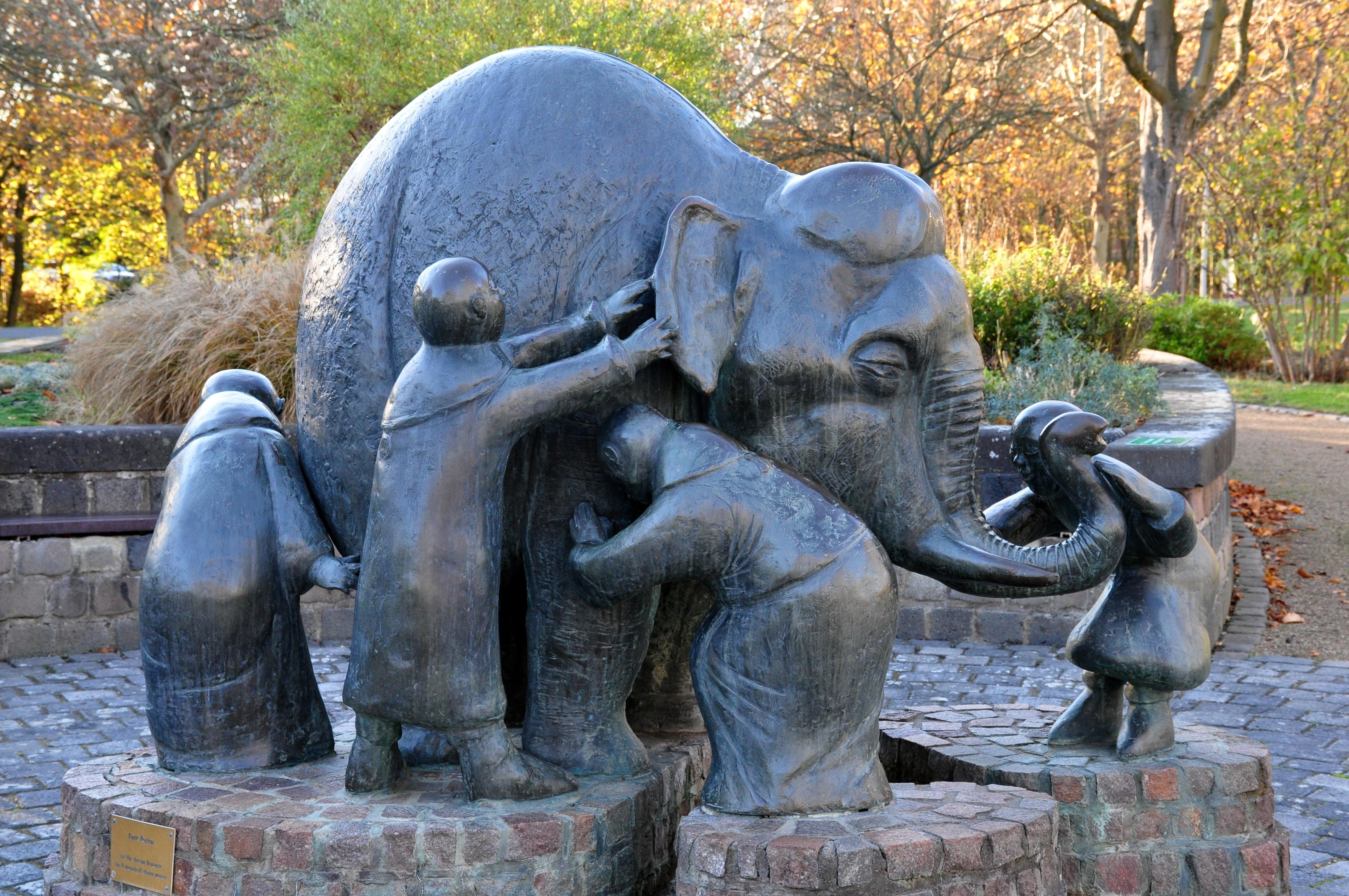
Blindenbrunnen im Blindengarten

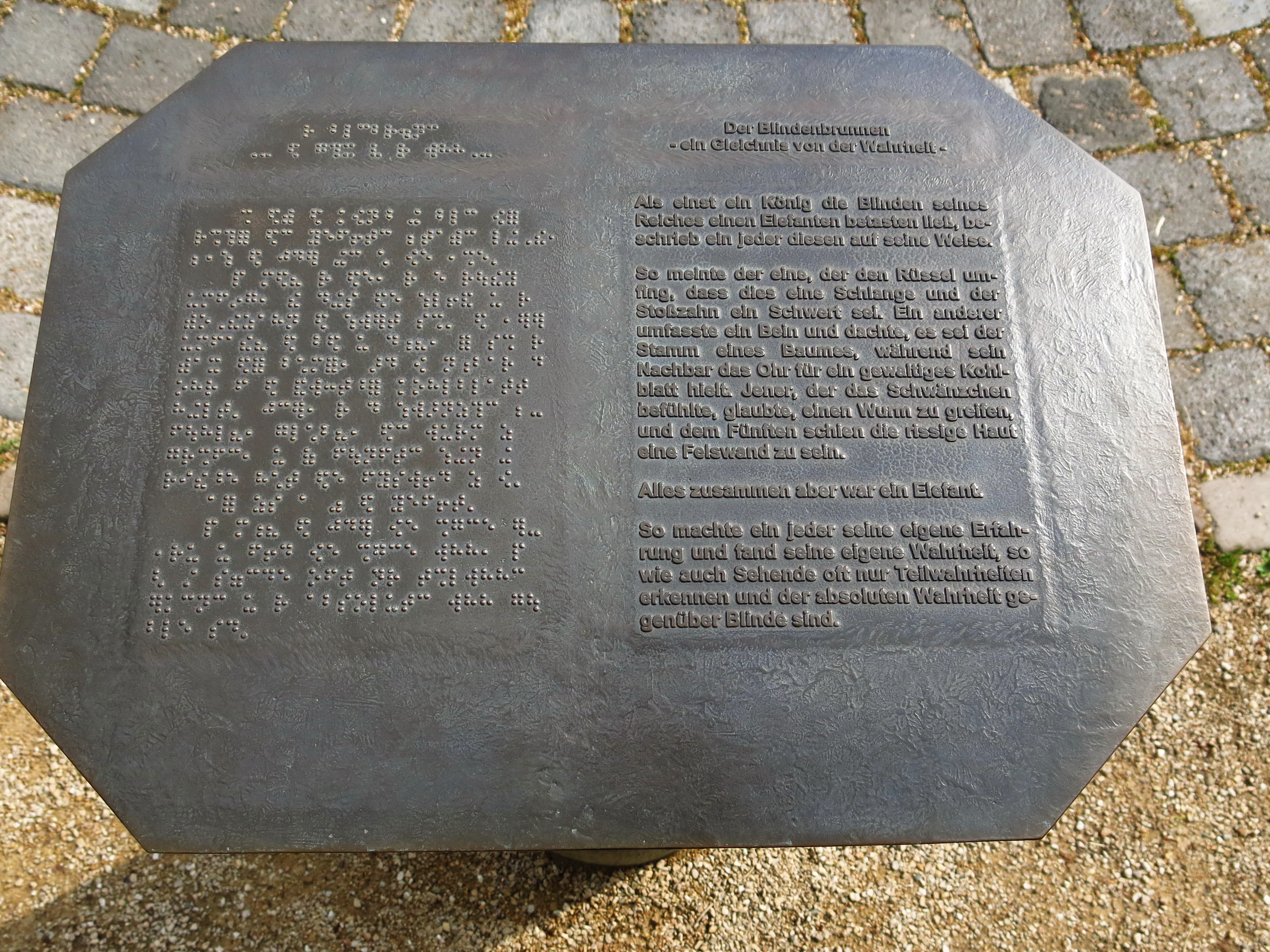
Erklärungstafel des Blindenbrunnens

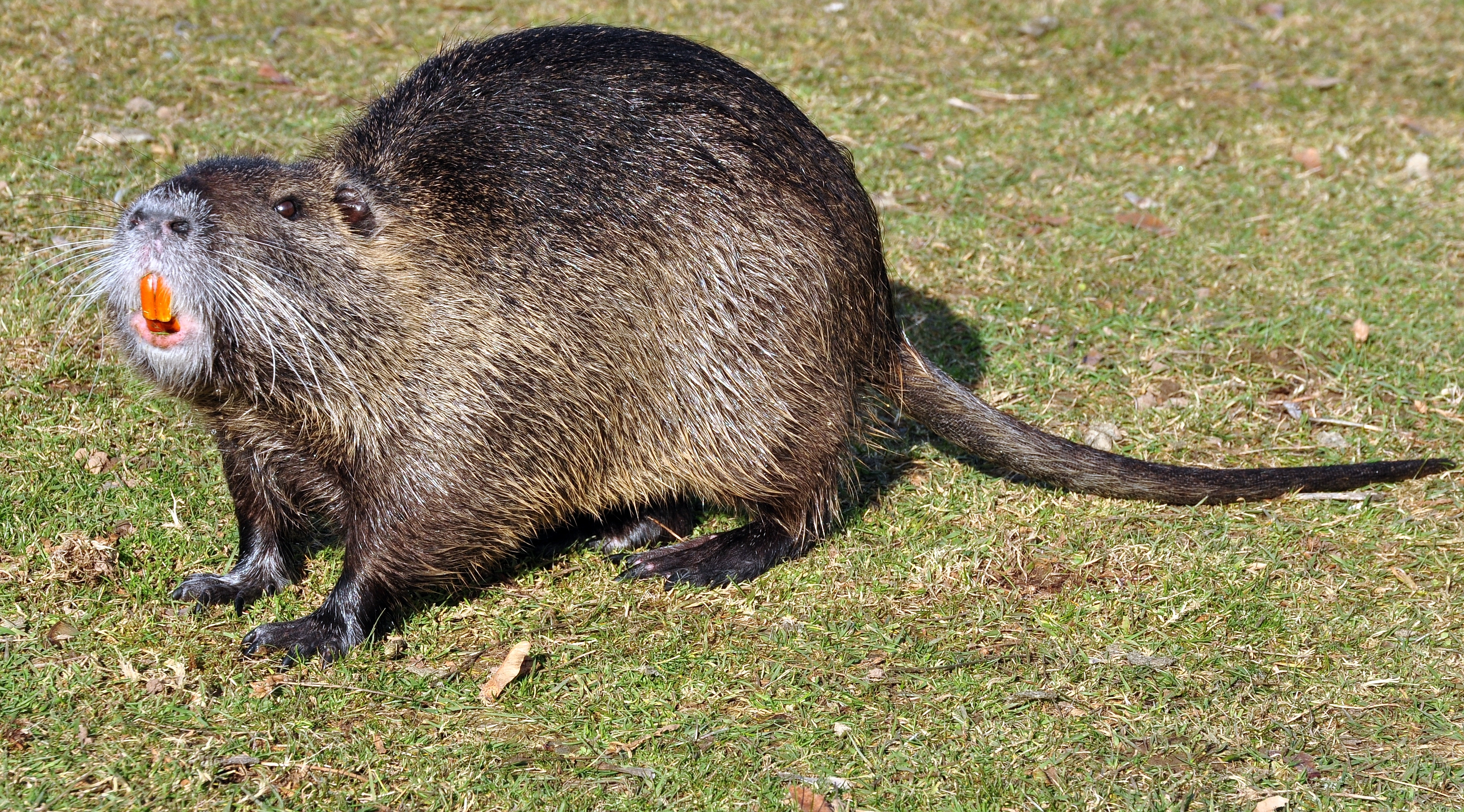
Nutria – dem Rheinauensee entstiegen

Im Norden befindet sich der Bismarckturm, im Zentrum der Japanische Garten und eine Freilichtbühne, im Süden gibt es Sportplätze und von Baumbestand umgeben die Kläranlage für den angrenzenden Stadtteil Bad Godesberg, die höchste Anforderungen an die Vermeidung von Geruchs- und Geräuschemissionen erfüllen muss (Bild unten). Die Rheinaue beherbergt auch diverse Kunstwerke (z. B. Löffelwald (1979) von Hermann Goepfert/Johannes Peter Hölzinger). Ein der Stadt von Kanada geschenkter Totempfahl (1979) des Künstlers Tony Hunt gilt als ein Wahrzeichen des Parks. Der Totempfahl wurde im Jahr 1989 anlässlich der 2000-Jahr-Feier der Stadt Bonn vom Künstler renoviert; im Juli 2017 wurde er abgebaut, um erneut die Sanierungsbedürftigkeit zu bewerten. Nach der dringend notwendigen, umfangreichen Restaurierung mit Teilrekonstruktion von Juli bis Oktober 2018 wurde er wieder an seinem alten Platz zwischen Japanischem Garten und Post Tower aufgestellt.
Unweit des Totempfahls befindet sich in südöstlicher Richtung der Blindengarten, der für Blinde und Sehbehinderte die Flora des Parks, z. B. durch große Hochbeete mit stark duftenden Pflanzen, begreifbar und erlebbar machen soll. Eine Darstellung des Blindengartens als Relief und Informationen in Blindenschrift geben weitere Erklärungen, z. B. zu den Pflanzennamen. In der Mitte des Blindengartens steht der bronzene Blindenbrunnen – eine Metapher für die Wahrheit. Er zeigt einen Elefanten und mehrere blinde Menschen, die das Tier an verschiedenen Körperteilen betasten und so zu unterschiedlichen Schlussfolgerungen gelangen. Eine Informationstafel in Blindenschrift und in normaler Schrift erläutert den Hintergrund der Darstellung. Geschaffen wurde der Brunnen 1983 von dem Künstler Richard Engels aus Wolfsburg. Stifter war Wolfgang Hesse, von 1964 bis 1975 Oberstadtdirektor in Bonn.
Erwähnt sei schließlich auch das Beethoven-Denkmal von Peter Breuer. Im März 1995 wurde am Eingang zum Nordteil des Parks die Semikolon-Säule (1991/92) der gleichnamigen Künstlergruppe aufgestellt.
In der linksrheinischen Rheinaue befindet sich das vom Bundesligisten Bonn Capitals genutzte Baseballstadion Rheinaue, das im Zuge der Schaffung des Parks gebaut und später für die Baseball-Europameisterschaft 2001 erweitert wurde.

## Rheinauensee

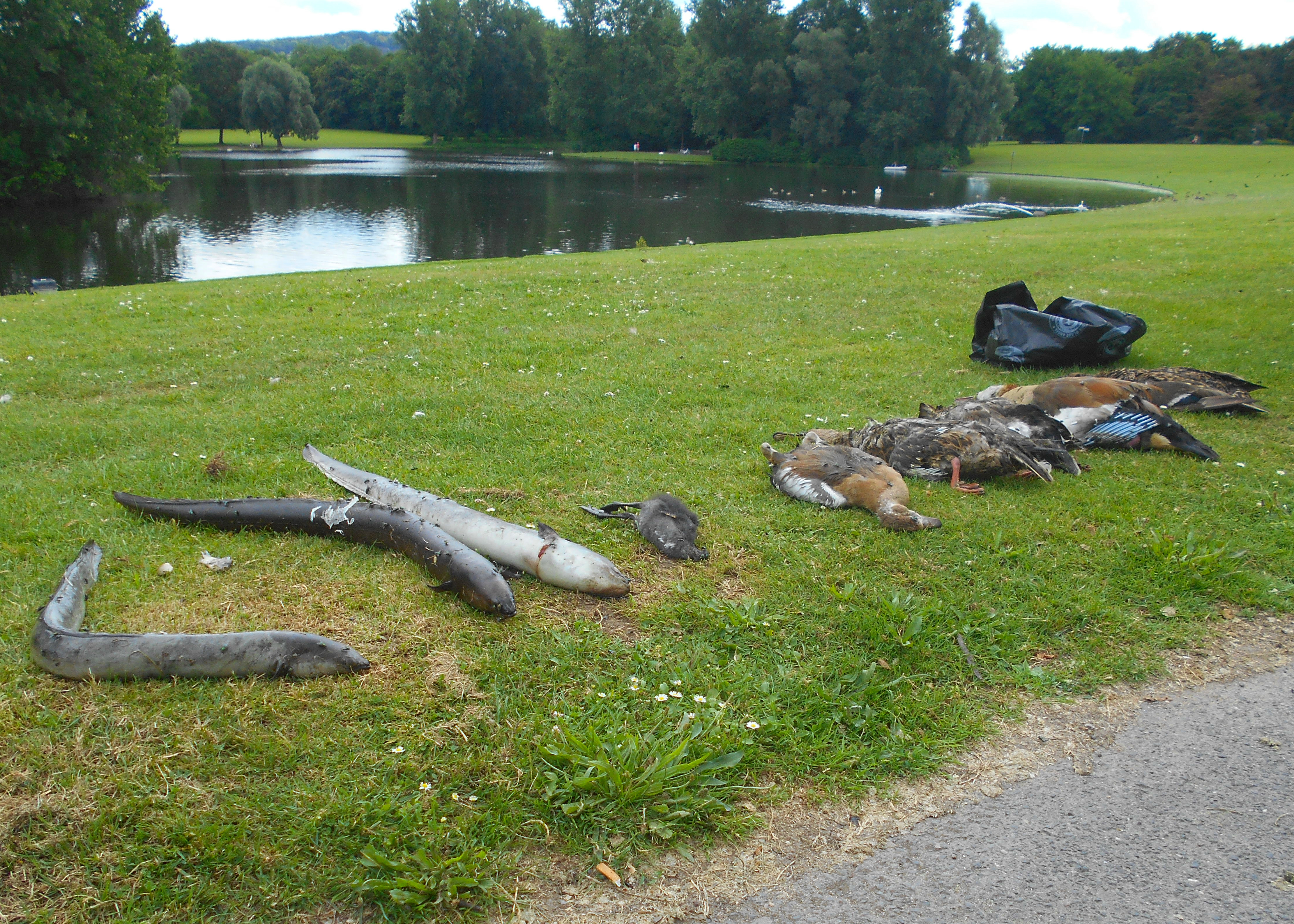
Tote Aale und Wasservögel aus dem Rheinauensee 2018

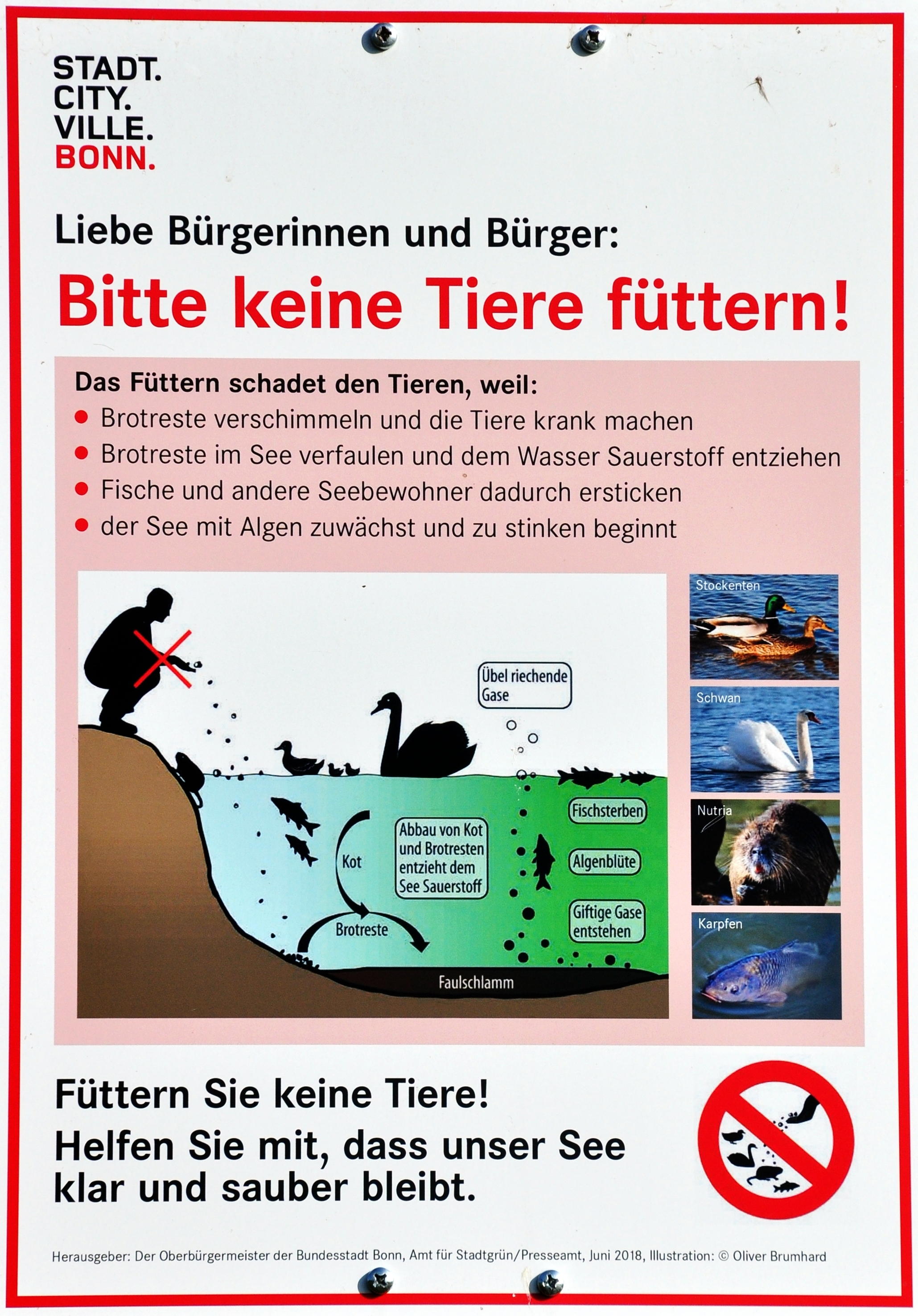
Infotafel am Rheinauensee

Im Freizeitpark liegt ein 15 ha großer, künstlich angelegter Auensee. Bei einer Länge von 1,3 km und einer Breite von 155 Metern hat er ein Fassungsvermögen von rund 150 000 m3 Wasser.
Der See kann auf sechs Pontonbrücken überquert werden; eine Insel ist als nicht zugängliches Vogelschutzgebiet angelegt. Der Rheinauensee bietet Lebensraum für verschiedene Fischarten und Gänsevögel, darunter seit den 1990er-Jahren die für den Bestand anderer Wasservögel nicht unproblematischen Nilgänse. Darüber hinaus haben sich seit Mitte der 2010er-Jahre Nutrias angesiedelt. Diese semiaquatisch (im Wasser und an Land) lebenden Nager mit den auffallend orangefarbenen Zähnen sind sogar eine kleine Attraktion in der Rheinaue geworden. Sie ähneln einem Biber und werden auch Biberratte genannt, allerdings haben sie runde und nicht abgeplattete Schwänze wie die Biber.
Der See bietet Möglichkeiten zum Bootfahren (insbesondere Tretboote). Im südlichsten Teil, dem sog. Regattasee sowie im nördlichsten Teil, dem sog. Schiffchensee haben Schiffsmodellbau-Vereine ihre Fahrgewässer. In kalten Wintern friert der Rheinauensee so stark zu, dass das Eis betreten werden kann und auch für Schlittschuhlaufen genutzt wird.
Der See hat keinen natürlichen Zu- oder Ablauf. Frischwasser erhält er durch Pumpen der Stadt Bonn sowie seit 2011 aus Zuleitungen aus dem Kühlsystem der Klimaanlagen des nahen Post Towers.

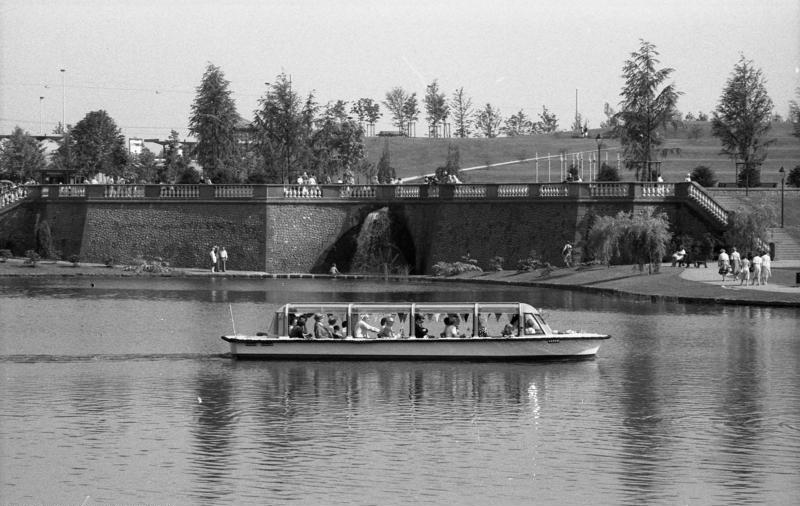
Rheinauensee 1979

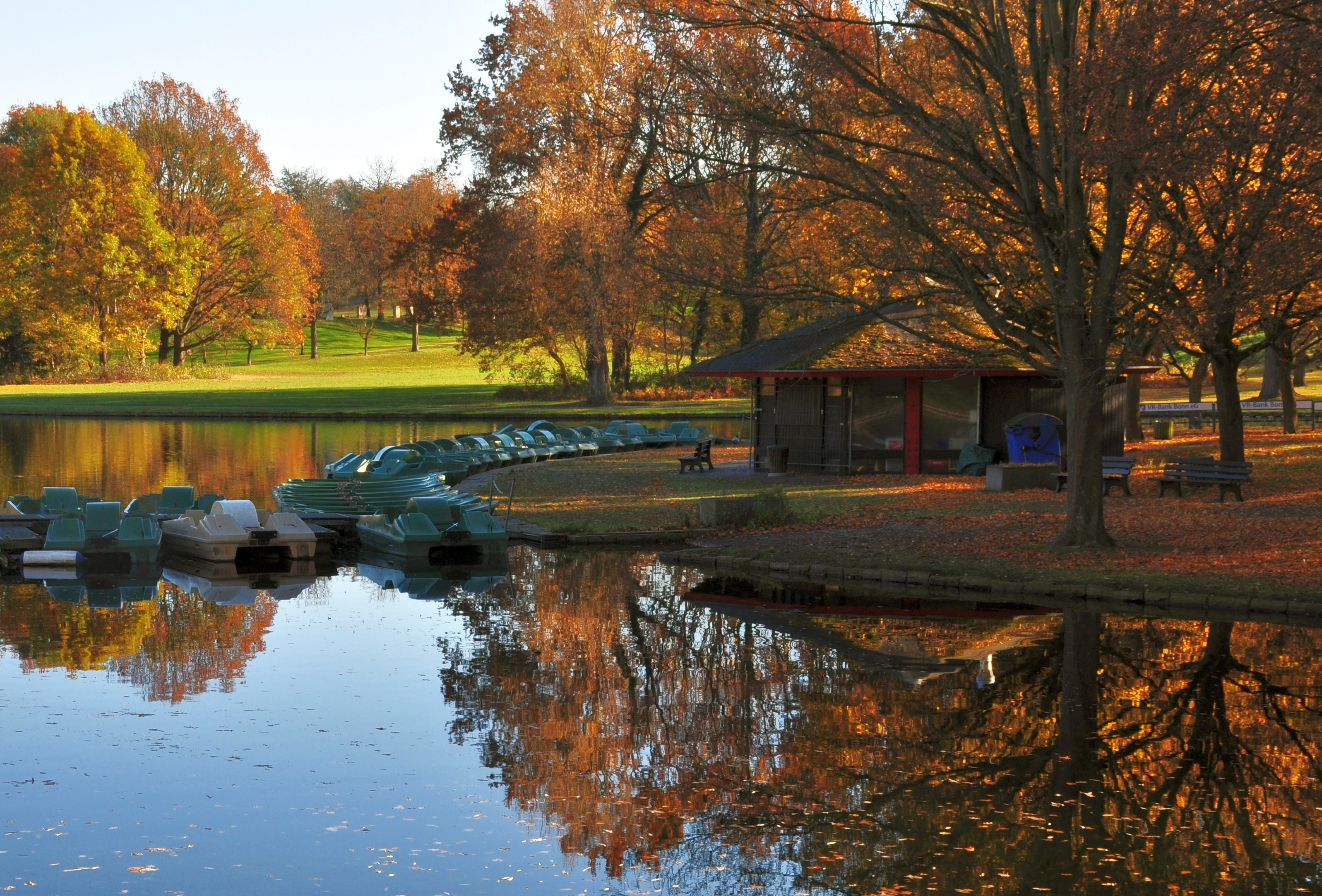
Rheinauensee Herbst 2018

Begünstigt durch die geringe Wassertiefe (0,5 bis drei Meter), das Fehlen von Fließwasser, einer verstärkten Produktion organischer Ablagerungen und weiteren Faktoren kommt es in längeren, sonnigen Perioden zu einer deutlichen Minderung des Sauerstoffgehalts, was zum Sterben eines Teils der Fische führt. Die Bildung von Sapropel am Boden des Sees kann mit der Entstehung von Giften, wie Botulinumtoxin einhergehen, was den Tod von Wasservögeln bewirken kann. Auch das Füttern der Tiere durch Parkbesucher und die hierdurch begünstigte starke Vermehrung verunreinigt den See durch den Kot der großen Vogelpopulation. Trotz deutlicher Aufklärung durch Infotafeln wird die Bitte, die Tiere nicht zu füttern, immer wieder missachtet. Alle Faktoren zusammen können ein Umkippen des Sees herbeiführen. Im Sommer 2018 wurden rund 400 tote Tiere aus dem Rheinauensee geborgen.

### Sanierung 2022–2023
In den Jahren 2022 und 2023 wurde der Rheinauensee umfassend saniert, um die Wasserqualität zu verbessern und das ökologische Gleichgewicht wiederherzustellen.
Die Sanierung erfolgte in zwei Bauabschnitten: Zunächst wurde im Winter 2022/2023 die westliche Seehälfte trockengelegt, entschlammt und mit einer Sandschicht versehen. Im Sommer 2023 folgte die östliche Hälfte. Während der Arbeiten wurden die Fische jeweils in die andere Seeseite umgesetzt, um die Bestände zu schützen.
Zur Verbesserung der Wasserqualität wurden außerdem phosphatbindende Makroalgen wie Armleuchteralgen angesiedelt. Diese reduzieren das Algenwachstum durch Bindung von Nährstoffen. Ergänzend wurden einheimische Fischarten wie Schleien, Rotfedern, Rotaugen und Gründlinge eingesetzt, um die Artenvielfalt zu erhöhen und das ökologische Gleichgewicht zu stabilisieren.
Die Sanierungskosten beliefen sich auf rund 4,8 Millionen Euro. Teile der Finanzierung wurden durch Fördermittel des Landes Nordrhein-Westfalen getragen.

## Bildergalerie

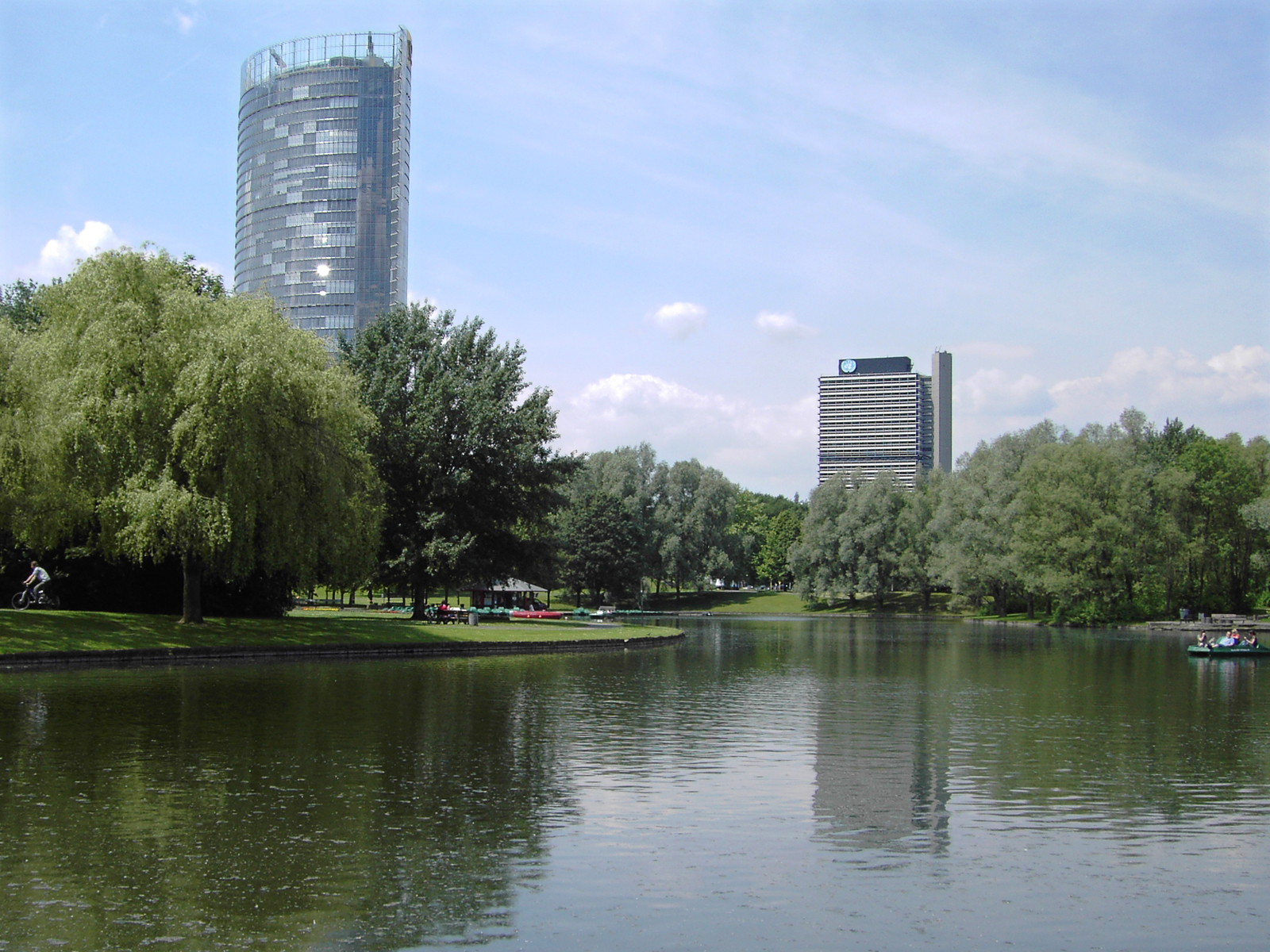
Rheinauensee mit Post Tower und Langem Eugen
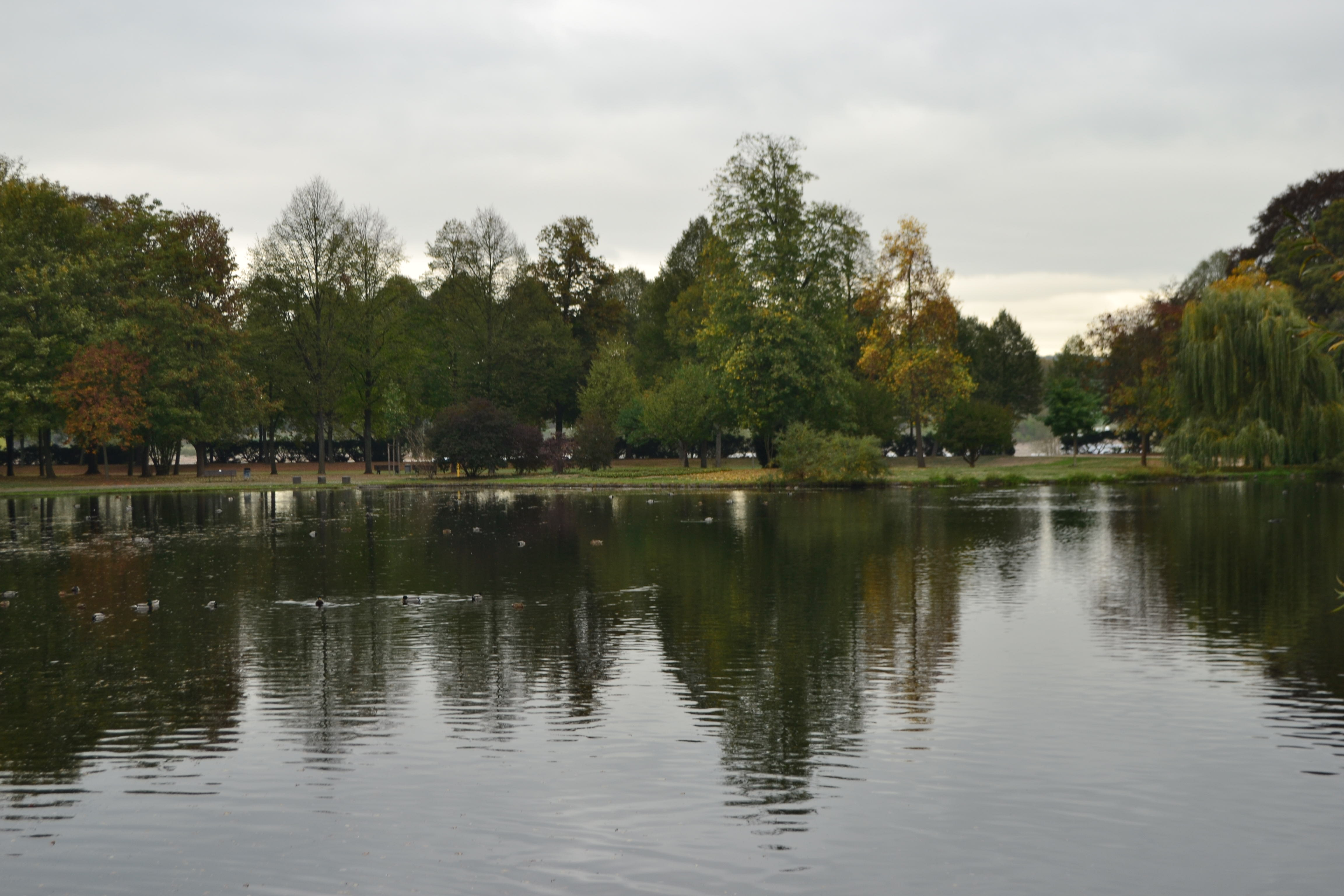
Auensee
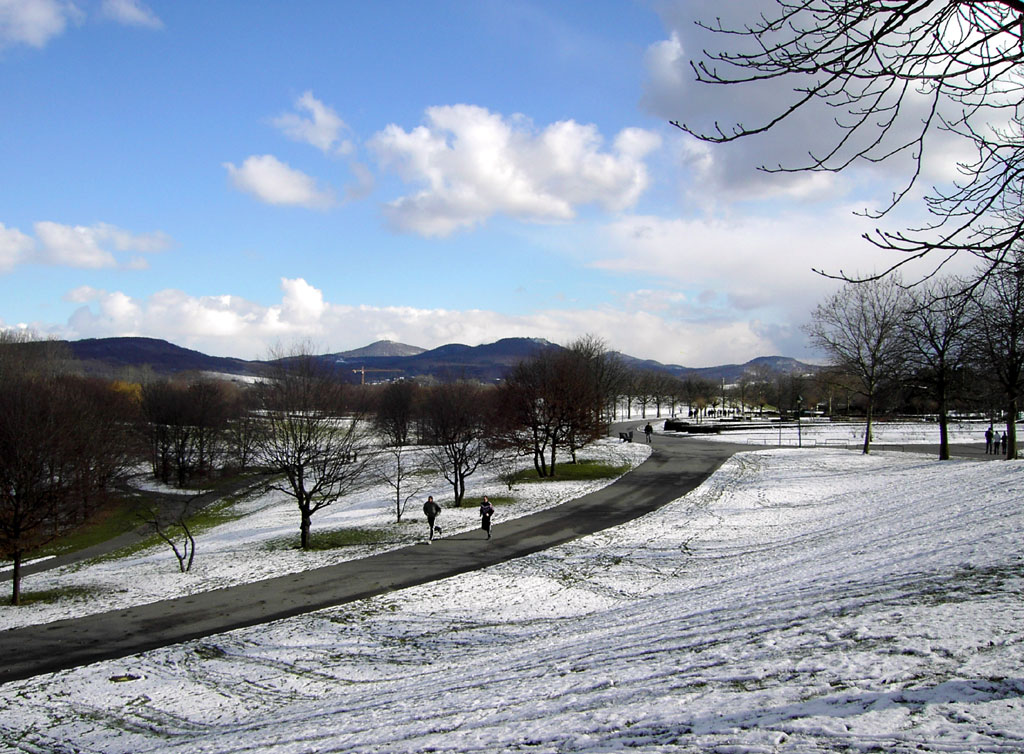
Rheinaue mit Blick auf das Siebengebirge
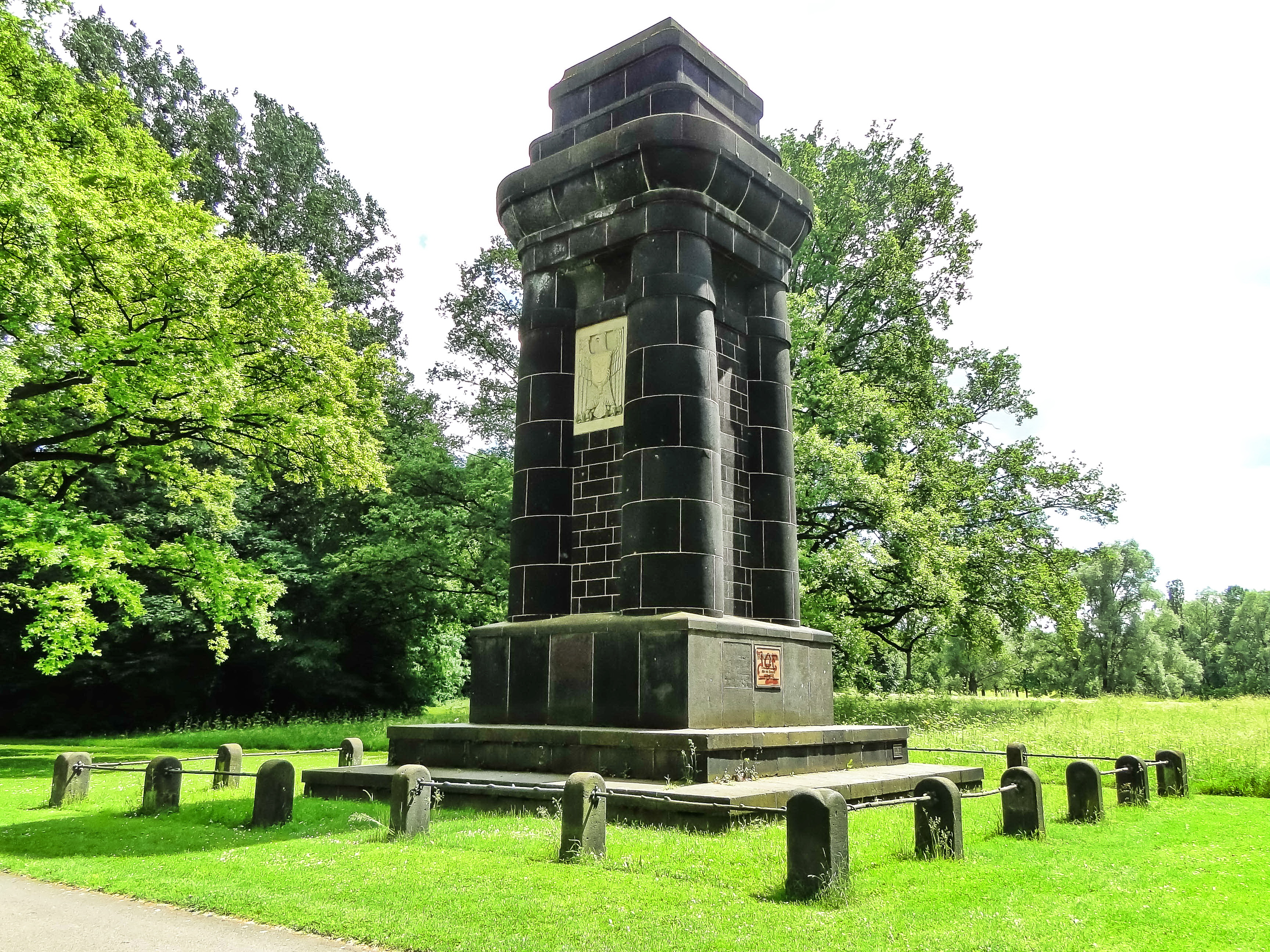
Bismarckturm
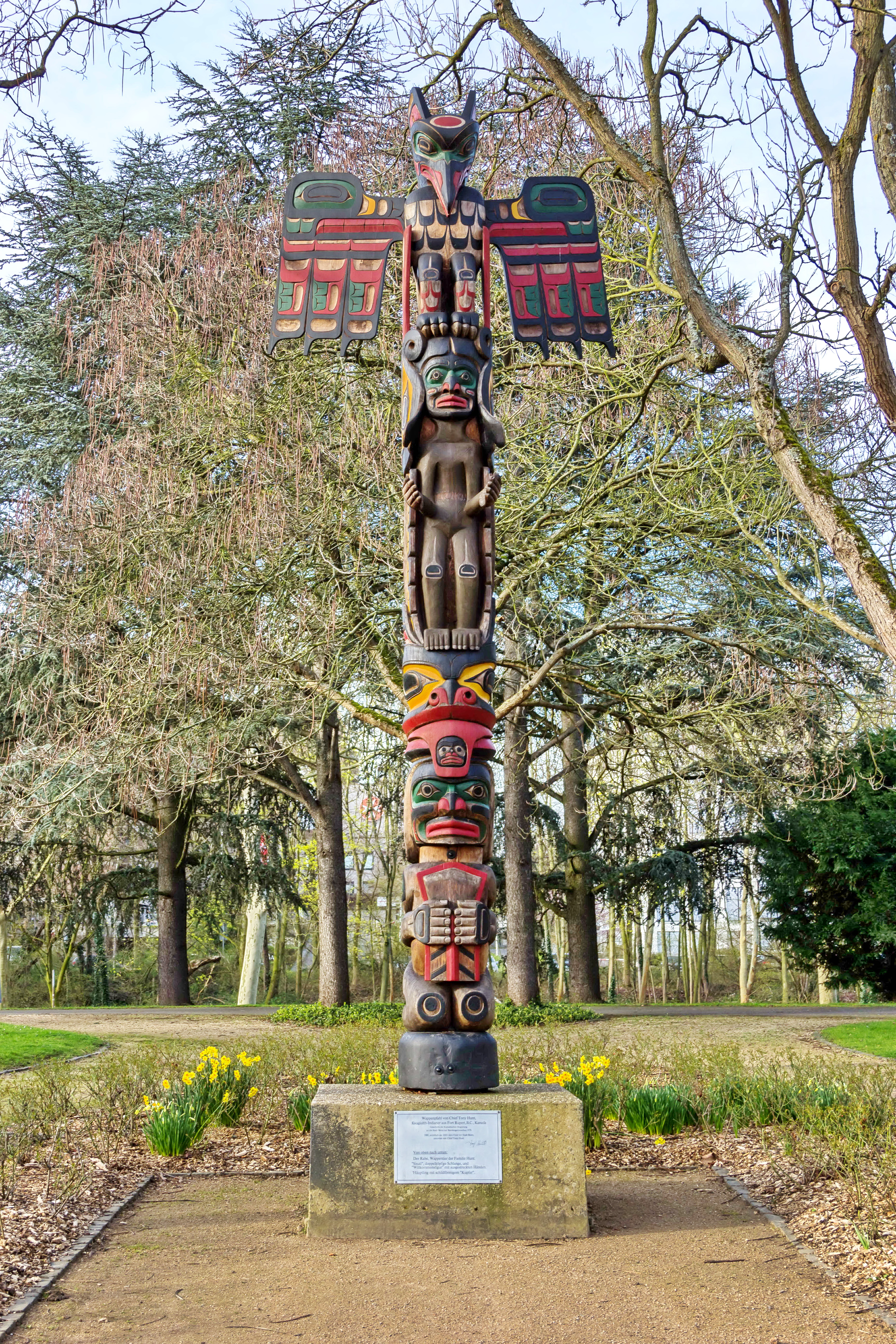
Totempfahl
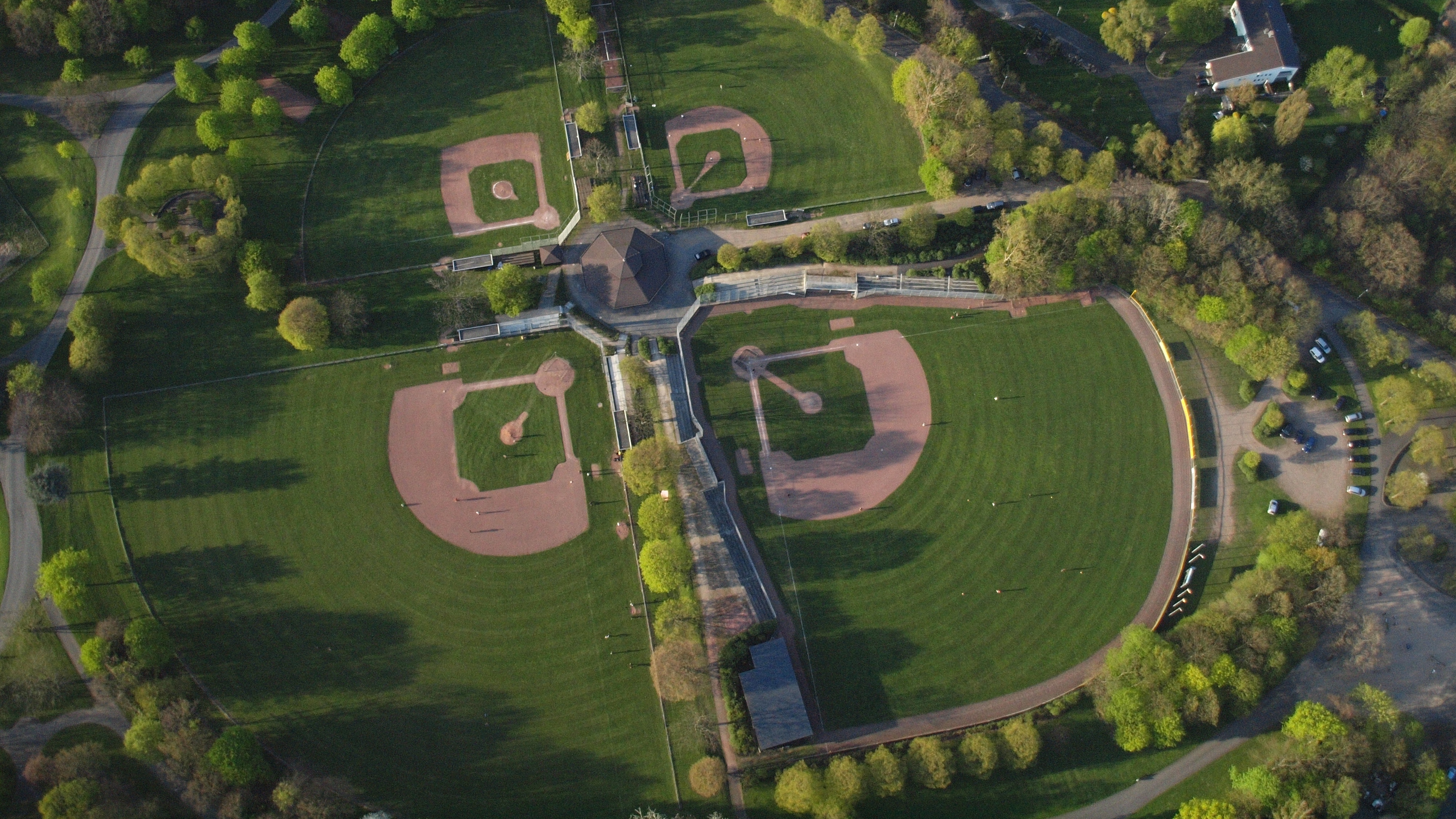
Baseballstadion
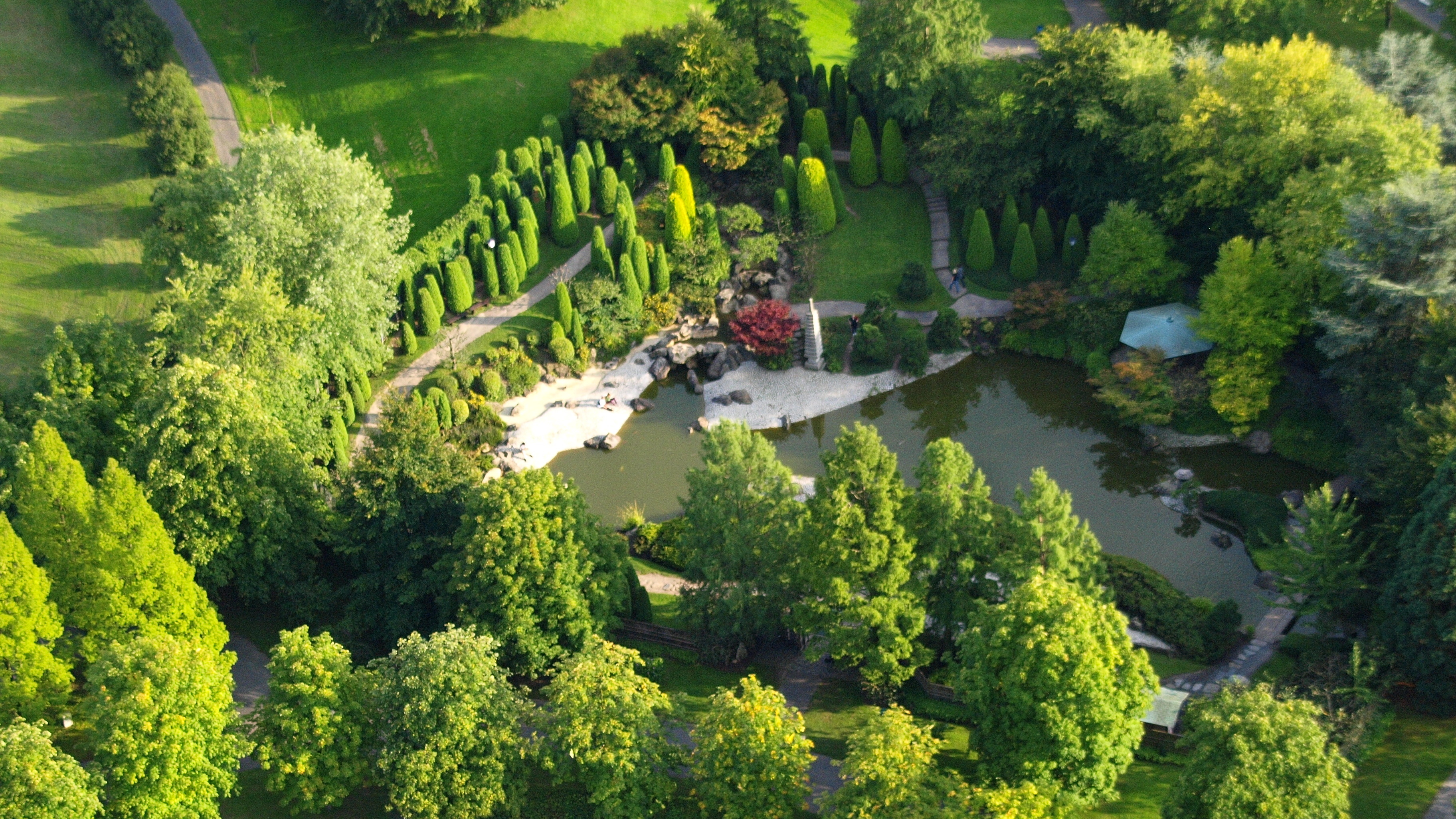
Japanischer Garten (Luftaufnahme)
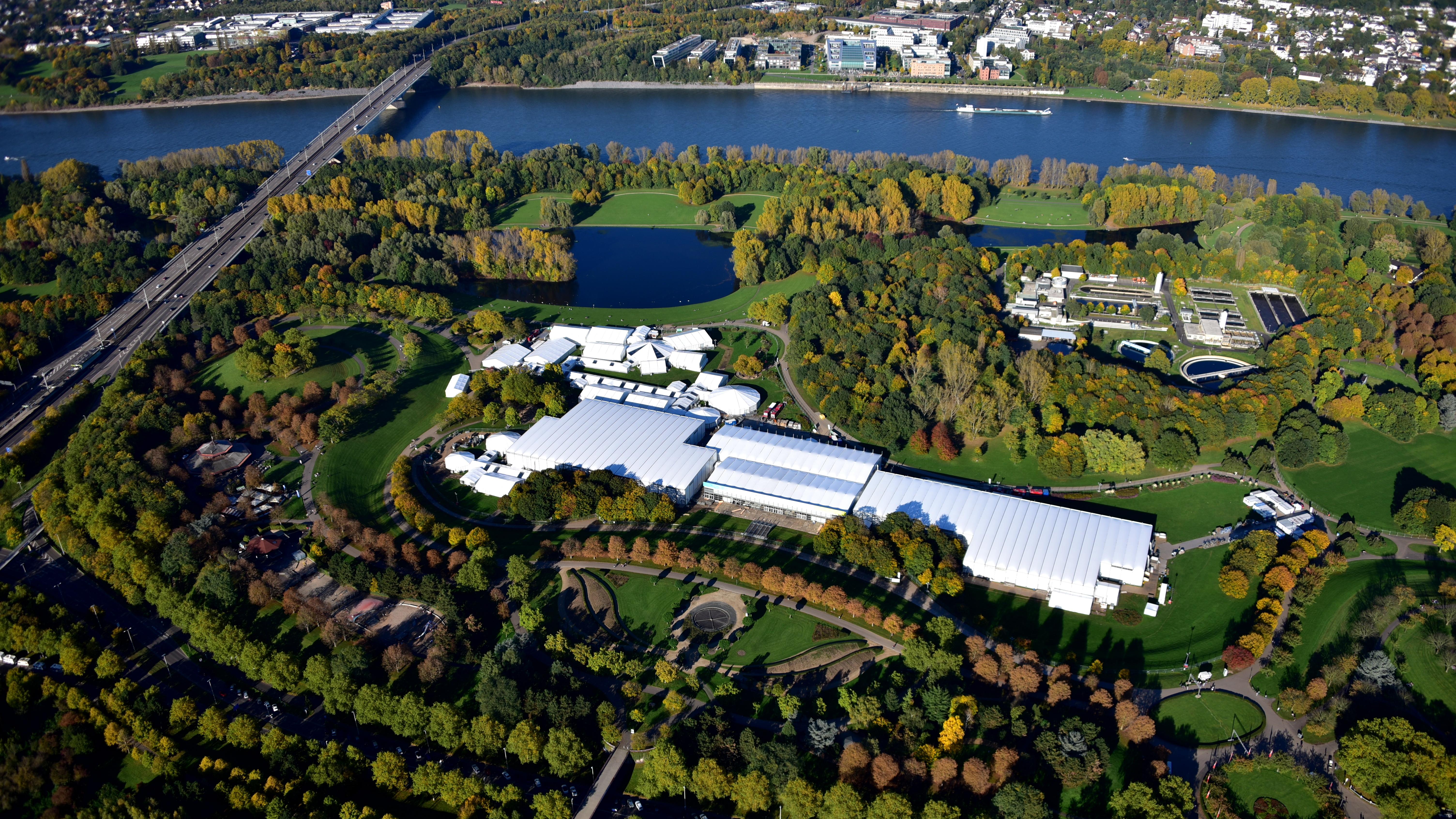
Park und Klärwerk mit temporären Hallenbauten während der UN-Klimakonferenz 2017
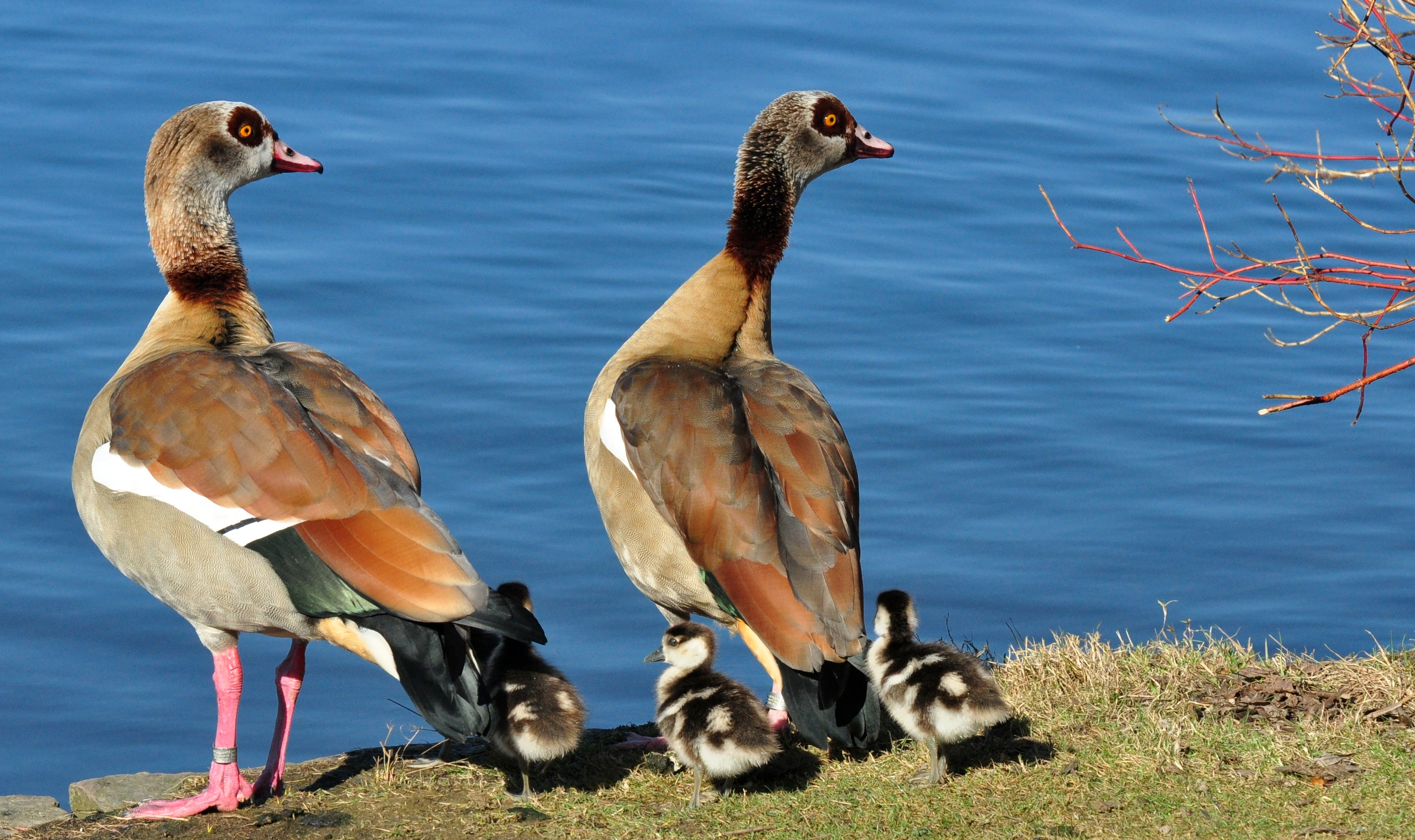
Nilgans-Familie am Rheinauensee
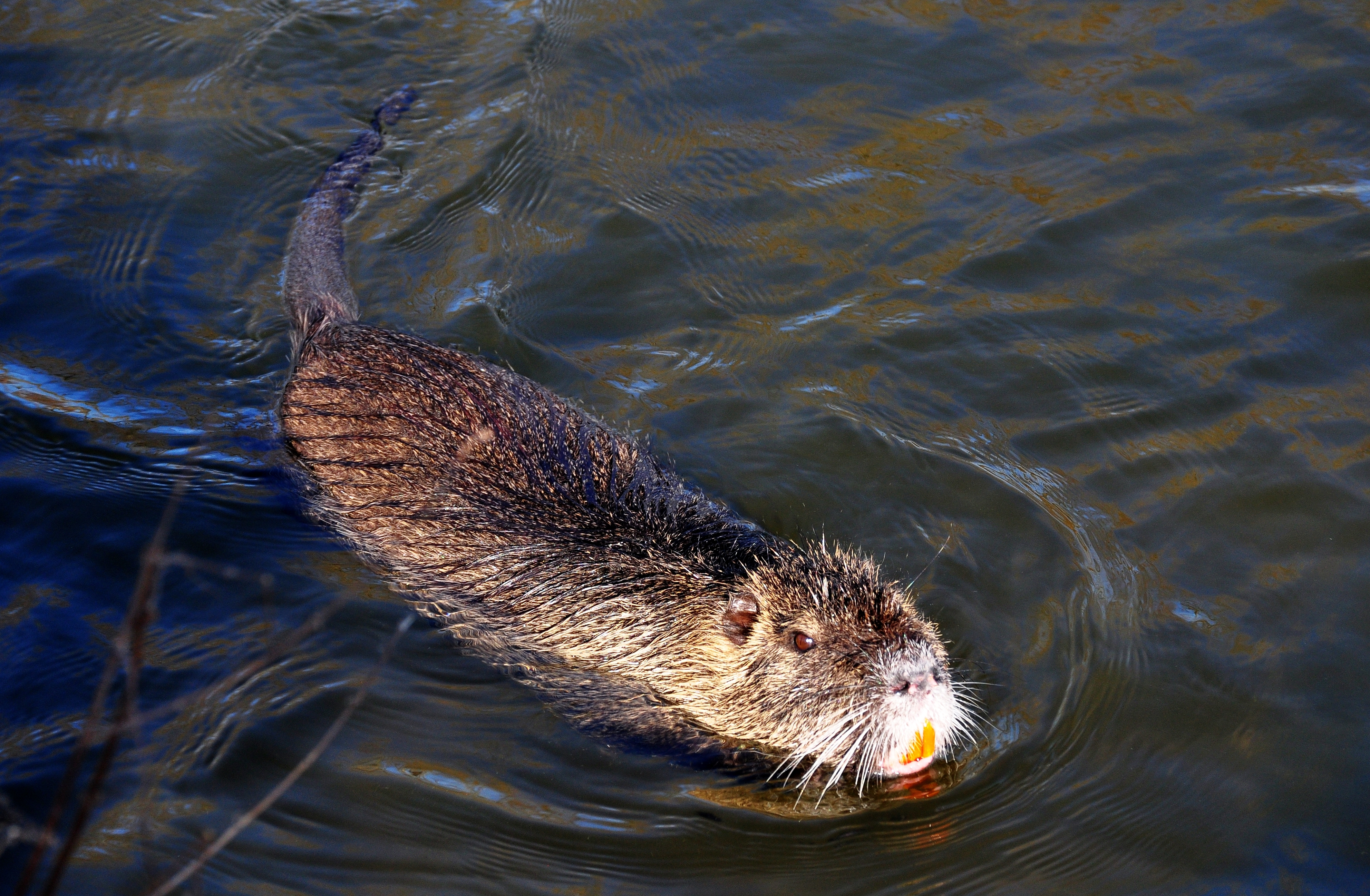
Nutria im Rheinauensee

## Regelmäßige Veranstaltungen

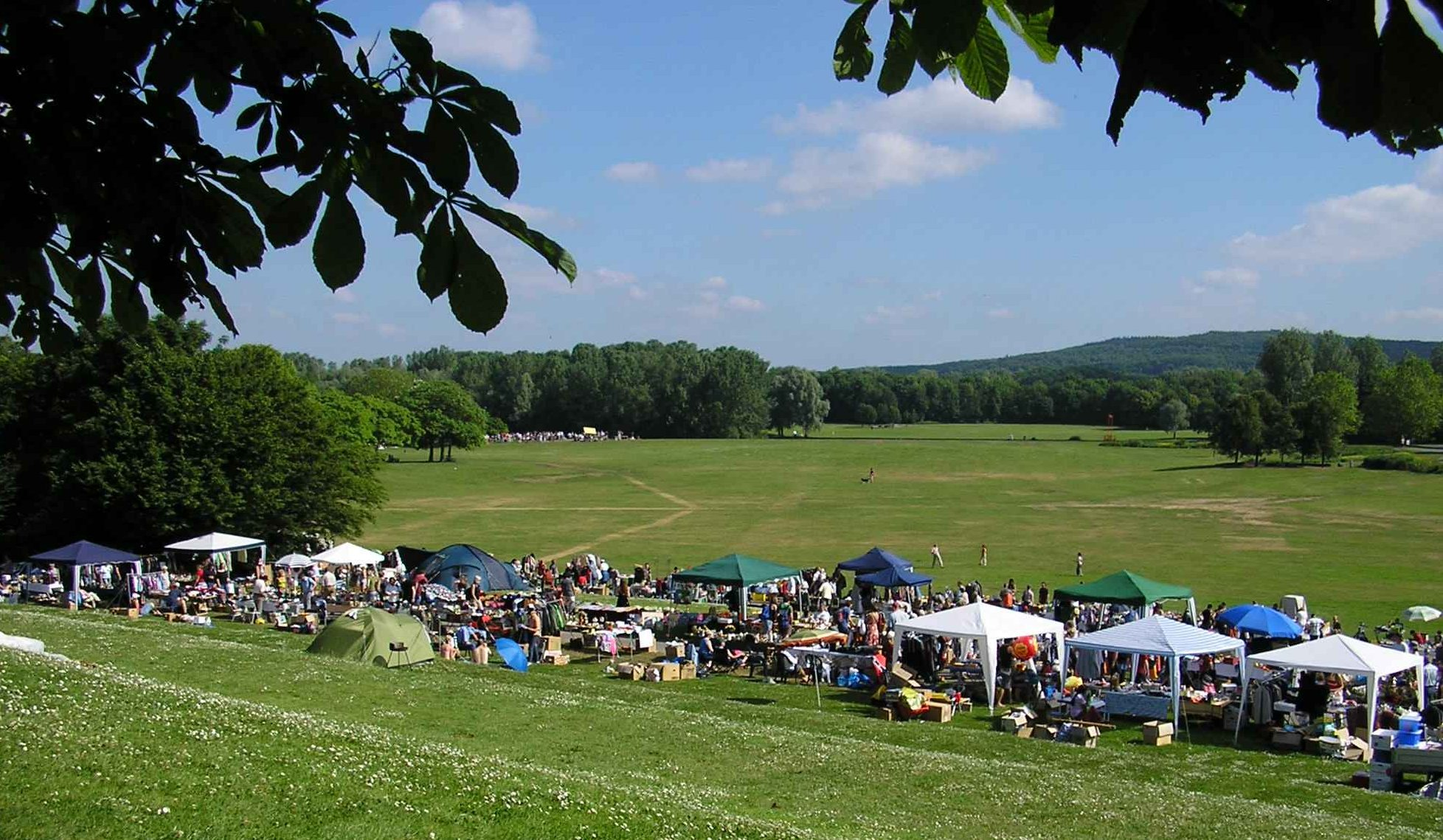
Flohmarkt in der Rheinaue

Zwischen März und Oktober findet jeweils am dritten Samstag des Monats auf der linksrheinischen Seite der Rheinaue einer der größten Flohmärkte Deutschlands mit circa 1700 Ständen nicht kommerzieller Anbieter statt. Jährliche Veranstaltungen in der Rheinaue sind das Großfeuerwerk „Rhein in Flammen“ am ersten Mai-Wochenende sowie eine „Bierbörse“ am letzten Wochenende im Juli und das „Familienspielfest“. Im Biergarten Rheinaue spielen im Sommer fast täglich Bands auf einer kleinen Bühne: Jazz, Blues, Rock (siehe auch: Rockaue Open Air), Latin und Schlager. Zwischen 1983 und 2011 fand in den Bonner Rheinauen das Festival "Rheinkultur" statt, das alljährlich eintrittsfrei und unter freiem Himmel auf diversen Bühnen stattfand. Das "Rheinkultur" Festival hatte bis zu 180 000 Besucher und war damit eines der größten Musikfestivals in Deutschland. Seit 2012 findet in den Bonner Rheinauen der "KUNST!RASEN" statt. Über 8 Wochen hinweg spielen nationale und internationale Musiker auf großer Bühne vor bis zu 10 800 Zuschauern. Seit 2022 findet jährlich das Randale & Freunde Festival statt.